# كورديليات الشكل
كورديليات الشكل (الاسم العلمي: Cordylomorpha) هي دون رتبة من الزواحف تتبع رتيبة أشباه السقنقوريات من رتبة الحرشفيات.

## التصنيف
- الكورديلينات
  - الكورديلات
    - الكورديلاوات
      - الكورديلة